# برادران موتزارت
برادران موتزارت (سوئدی: Bröderna Mozart (به انگلیسی: The Mozart Brothers)) یک فیلم کمدی سوئدی محصول سال ۱۹۸۶ به کارگردانی سوزان اوستن است. اوستن در بیست و دومین دوره جوایز Guldbagge جایزه بهترین کارگردانی را از آن خود کرد. ترور اولاف پالمه، نخست‌وزیر سوئد در حالی اتفاق افتاد که پالمه پس از تماشای این فیلم در سال ۱۹۸۶ از سینما به خانه بازمی‌گشت.

## بازیگران
- اتین گلاسر در نقش والتر
- فیلیپ زندن در نقش فلمینگ
- هنری برونت در نقش فریتز
- لوآ فالکمان در نقش اسکیل / دون خوان
- آنگنیه‌تا ایکمانر در نقش ماریان / دونا الویرا
- لنا تی هانسون در نقش Ia / Donna Anna
- هلگ اسکوگ در نقش اولوف / دون اوتاویو
- گریت فلدموز در نقش ترز / زرلینا
- Rune Zetterström در نقش لنارت / لپورلو
- نیکلاس ایک به عنوان پدر گئورگ / دونا آنا
- کریستر سنت هیل در نقش Ulf / Mazzetto